# Helmut Donat (Verleger)
 Helmut Donat (* 7. April 1947 in Naensen) ist ein deutscher Verleger und Friedensforscher.

## Biografie
Donat absolvierte in Wolfsburg eine Ausbildung als Bankkaufmann. Anschließend legte er das Abitur ab und studierte in Braunschweig, um Lehrer zu werden. 1972 zog er nach Bremen. An der Universität Bremen war er bis 1981 als Lehrbeauftragter und akademischer Tutor tätig. Im Selbstverlag gab er 1981 Auf der Flucht erschossen … Schriften von und über den pazifistischen Zivilisationskritiker Hans Paasche heraus. Im Econ-Verlag erschien 1983 das von Donat zusammen mit Karl Holl herausgegebene Lexikon Die Friedensbewegung.
1984 gründete Donat mit Horst Temmen den Verlag Donat & Temmen, der bis 1987 bestand. Aus dem Verlag gingen im selben Jahr Temmens Edition Temmen und Donats Donat Verlag hervor, der seit 1989 seinen Sitz in Bremen-Borgfeld hat.
Donat ist Mitbegründer des 1984 entstandenen Arbeitskreises Historische Friedensforschung (AKHF) sowie Begründer und Mitherausgeber der Schriftenreihe Das andere Deutschland.
Journalistisch ist Helmut Donat in der linken  junge Welt und in der linksliberalen taz anzutreffen. Im Weser-Kurier erhielt er Raum, seine verlegerische und Autorentätigkeit vorzustellen.

## Ehrungen
- 1990 Kultur- und Friedenspreis der Villa Ichon[5]
- 1996 Carl-von-Ossietzky-Preis für Zeitgeschichte und Politik „für seine herausragende verlegerische Leistung“[6][7].
- 2011 Plattdeutsches Buch des Jahres 2011